# Mycetophila quadra
Mycetophila quadra är en tvåvingeart som beskrevs av Lundstrom 1909. Mycetophila quadra ingår i släktet Mycetophila och familjen svampmyggor. Arten är reproducerande i Sverige. Inga underarter finns listade i Catalogue of Life.